# 鈴木美穂 (モデル)
鈴木 美穂（すずき みほ、1971年3月14日 - ）は、日本の女優、モデル。
埼玉県出身。1991年、デンソー・キャンペーンガールとなる。レースクィーン・ファッションショー・雑誌などのモデルから、女優として人気を博した。また、日本人離れした非常に長い美脚で知られ、ケン・マーカスが撮影したヘアヌード写真で、日本人で初めてアメリカ版『プレイボーイ』誌に掲載された。

## 主な出演作品

### 映画
- Zero WOMAN 警視庁0課の女（1995年、榎戸耕史監督）
- くノ一忍法帖劇場版 自来也秘抄（1995年、津島勝監督） - お丈 役

### オリジナルビデオ
- 女飼い2（1995年） - ヒロイン
- 誘惑な女（1995年） - 主演
- NINE-ONE II 魔獣都市（1996年） - 主演

### テレビドラマ
- 西村京太郎サスペンス「四国情死行」（1996年2月23日、フジテレビ）
- タクシードライバーの推理日誌「真夜中の殺人招待状!夢を捨てた女の危険な誘惑…」（1997年1月11日、テレビ朝日）
- ギフト 第6話（1997年5月21日、フジテレビ）

## 書籍

### 写真集
- parfume（1995年4月、小沢忠恭撮影、竹書房） ISBN 4884759850
- TWO FACES（1996年1月、ケン マーカス撮影、風雅書房） ISBN 4894241072

### イメージビデオ
- 鈴木美穂 誘惑の肌（1996年5月、明文社） ISBN 4895527670